# Primera División de Andorra 2001-02
La Primera División de Andorra 2001-02 (oficialmente y en catalán: Primera Divisió de Andorra 2001-02) fue la 7ma edición del campeonato de la máxima categoría de fútbol del Principado de Andorra. Estuvo organizada por la Federación Andorrana de Fútbol y fue disputada por 8 equipos. Comenzó el 20 de octubre de 2001 y finalizó el 30 de abril de 2002.
Encamp, que llegaba a la última fecha en la tercera posición, aprovechó la sorpresiva derrota de FC Santa Coloma ante Rànger's y terminó alzando el segundo trofeo de su historia después de vencer al entonces líder Sant Julià por 2-1 en condición de visitante. Por otro lado, en esta temporada no se contabilizaron descensos, ya que Sporting Club d'Escaldes, que debía perder la categoría por haber terminado en el último lugar de la Ronda por la permanencia, fue habilitado por la FAF para permanecer en Primera.

## Ascensos y descensos
| Pos. | Descendido de 1.ª División |
| ---- | -------------------------- |
| 8.º  | Deportivo La Massana       |

| Pos. | Ascendido de 2.ª División |
| ---- | ------------------------- |
| 1.º  | Rànger's                  |

## Sistema de competición
El campeonato constó de dos fases:
En la fase regular, los ocho equipos se enfrentaron entre sí bajo el sistema de todos contra todos a dos ruedas, completando un total de 14 fechas. Una vez finalizada dicha instancia, los cuatro equipos con mayor cantidad de puntos participaron de la Ronda por el campeonato, mientras que los cuatro restantes disputaron la Ronda por la permanencia. Todos los clubes comenzaron su participación en esta instancia con el puntaje final obtenido en la fase regular.
Los cuatro clubes que participaron de la Ronda por el campeonato volvieron a enfrentarse entre sí, todos contra todos, a doble rueda. El equipo que acumuló más puntos entre las dos fases se consagró campeón y accedió a la ronda previa de la Copa de la UEFA 2002-03. Asimismo, el subcampeón clasificó a la primera fase de la Copa Intertoto de la UEFA 2002.
Por otro lado, los cuatro equipos participantes de la Ronda por la permanencia se enfrentaron entre sí, todos contra todos, a doble rueda. Aquel que logró menor puntaje a lo largo de las dos fases descendió directamente a la Segunda División.
En todas las fases, las clasificaciones se establecieron a partir de los puntos obtenidos en cada encuentro, otorgando tres por partido ganado, uno por empatado y ninguno en caso de derrota. En caso de igualdad de puntos entre dos o más equipos, se aplicaron, en el mencionado orden, los siguientes criterios de desempate:
1. Mayor cantidad de puntos en los partidos entre los equipos implicados;
2. Mejor diferencia de goles en los partidos entre los equipos implicados;
3. Mayor cantidad de goles a favor en los partidos entre los equipos implicados;
4. Mejor diferencia de goles en toda la temporada;
5. Mayor cantidad de goles a favor en toda la temporada.

## Equipos participantes
| Equipo                   | Ciudad                  |
| ------------------------ | ----------------------- |
| Encamp                   | Encamp                  |
| Inter Club d'Escaldes    | Las Escaldas-Engordany  |
| Lusitanos                | Andorra la Vieja        |
| Principat                | San Julián de Loria     |
| Rànger's                 | San Julián de Loria     |
| Sant Julià               | San Julián de Loria     |
| FC Santa Coloma          | Santa Coloma de Andorra |
| Sporting Club d'Escaldes | Las Escaldas-Engordany  |

| \| Parroquia \| N.º \| Equipos \| \| ---------------------- \| --- \| ----------------------------------------------- \| \| San Julián de Loria \| 3 \| Principat; Rànger's; Sant Julià \| \| Andorra la Vieja \| 2 \| Lusitanos; FC Santa Coloma \| \| Las Escaldas-Engordany \| 2 \| Inter Club d'Escaldes; Sporting Club d'Escaldes \| \| Encamp \| 1 \| Encamp \| |     |                                                 |
| Parroquia | N.º | Equipos                                         |
| San Julián de Loria | 3   | Principat; Rànger's; Sant Julià                 |
| Andorra la Vieja | 2   | Lusitanos; FC Santa Coloma                      |
| Las Escaldas-Engordany | 2   | Inter Club d'Escaldes; Sporting Club d'Escaldes |
| Encamp | 1   | Encamp                                          |

## Fase regular

### Clasificación
|  |    | Equipos                  | PJ | PG | PE | PP | GF | GC | Dif | Pts |
|  | -- | ------------------------ | -- | -- | -- | -- | -- | -- | --- | --- |
|  | 1. | Sant Julià               | 14 | 11 | 2  | 1  | 39 | 9  | +30 | 35  |
|  | 2. | Encamp                   | 14 | 11 | 1  | 2  | 34 | 12 | +22 | 34  |
|  | 3. | FC Santa Coloma          | 14 | 9  | 4  | 1  | 43 | 17 | +26 | 31  |
|  | 4. | Rànger's                 | 14 | 5  | 4  | 5  | 23 | 20 | +3  | 19  |
|  | 5. | Principat                | 14 | 4  | 2  | 8  | 24 | 32 | -8  | 14  |
|  | 6. | Lusitanos                | 14 | 3  | 3  | 8  | 19 | 30 | -11 | 12  |
|  | 7. | Inter Club d'Escaldes    | 14 | 2  | 1  | 11 | 15 | 39 | -24 | 7   |
|  | 8. | Sporting Club d'Escaldes | 14 | 1  | 3  | 10 | 11 | 49 | -38 | 6   |

|  | Clasificado a la Ronda por el campeonato.  |
|  | Clasificado a la Ronda por la permanencia. |

#### Evolución de la clasificación
| Jornada / Equipo         | 1 | 2 | 3 | 4 | 5 | 6 | 7 | 8 | 9 | 10 | 11 | 12 | 13 | 14 |
| Jornada / Equipo         |   |   |   |   |   |   |   |   |   |    |    |    |    |    |
| ------------------------ | - | - | - | - | - | - | - | - | - | -- | -- | -- | -- | -- |
| Sant Julià               | 2 | 1 | 1 | 1 | 1 | 2 | 1 | 1 | 1 | 1  | 1  | 1  | 1  | 1  |
| Encamp                   | 1 | 2 | 3 | 3 | 2 | 3 | 2 | 2 | 3 | 2  | 2  | 2  | 2  | 2  |
| FC Santa Coloma          | 3 | 3 | 2 | 2 | 3 | 1 | 3 | 3 | 2 | 3  | 3  | 3  | 3  | 3  |
| Rànger's                 | 4 | 5 | 6 | 6 | 5 | 4 | 4 | 4 | 4 | 4  | 4  | 4  | 4  | 4  |
| Principat                | 6 | 6 | 7 | 8 | 8 | 6 | 5 | 5 | 6 | 6  | 6  | 6  | 6  | 5  |
| Lusitanos                | 7 | 8 | 4 | 5 | 4 | 5 | 6 | 6 | 5 | 5  | 5  | 5  | 5  | 6  |
| Inter Club d'Escaldes    | 8 | 4 | 5 | 4 | 6 | 7 | 7 | 7 | 7 | 7  | 7  | 7  | 7  | 7  |
| Sporting Club d'Escaldes | 4 | 7 | 8 | 7 | 7 | 8 | 8 | 8 | 8 | 8  | 8  | 8  | 8  | 8  |

| 1. 2. |

### Resultados

#### Primera vuelta
| Principat  | 2 - 3 | FC Santa Coloma          |  | 20 de octubre |
| Encamp     | 5 - 1 | Inter Club d'Escaldes    |  | 20 de octubre |
| Rànger's   | 1 - 1 | Sporting Club d'Escaldes |  | 20 de octubre |
| Sant Julià | 3 - 1 | Lusitanos                |  | 20 de octubre |

| Sporting Club d'Escaldes | 1 - 4 | Sant Julià            |  | 27 de octubre |
| Lusitanos                | 0 - 2 | Inter Club d'Escaldes |  | 27 de octubre |
| Rànger's                 | 1 - 1 | Principat             |  | 27 de octubre |
| Encamp                   | 3 - 3 | FC Santa Coloma       |  | 28 de octubre |

| Inter Club d'Escaldes | 2 - 4 | FC Santa Coloma          |  | 3 de noviembre  |
| Principat             | 2 - 4 | Lusitanos                |  | 3 de noviembre  |
| Rànger's              | 1 - 3 | Sant Julià               |  | 3 de noviembre  |
| Encamp                | 5 - 1 | Sporting Club d'Escaldes |  | 14 de noviembre |

| Sporting Club d'Escaldes | 2 - 2 | Inter Club d'Escaldes |  | 10 de noviembre |
| Lusitanos                | 1 - 3 | FC Santa Coloma       |  | 10 de noviembre |
| Principat                | 0 - 5 | Sant Julià            |  | 10 de noviembre |
| Encamp                   | 1 - 0 | Rànger's              |  | 11 de noviembre |

| Lusitanos       | 2 - 0 | Sporting Club d'Escaldes |  | 17 de noviembre |
| Rànger's        | 2 - 0 | Inter Club d'Escaldes    |  | 17 de noviembre |
| FC Santa Coloma | 0 - 0 | Sant Julià               |  | 17 de noviembre |
| Encamp          | 2 - 0 | Principat                |  | 18 de noviembre |

| Sporting Club d'Escaldes | 0 - 6 | FC Santa Coloma       |  | 24 de noviembre |
| Principat                | 5 - 2 | Inter Club d'Escaldes |  | 24 de noviembre |
| Rànger's                 | 3 - 1 | Lusitanos             |  | 24 de noviembre |
| Encamp                   | 0 - 2 | Sant Julià            |  | 11 de diciembre |

| Sporting Club d'Escaldes | 0 - 4 | Principat             |  | 1 de diciembre |
| Sant Julià               | 4 - 1 | Inter Club d'Escaldes |  | 1 de diciembre |
| FC Santa Coloma          | 2 - 2 | Rànger's              |  | 1 de diciembre |
| Encamp                   | 1 - 0 | Lusitanos             |  | 2 de diciembre |

#### Segunda vuelta
| FC Santa Coloma          | 6 - 1 | Principat  |  | 19 de enero |
| Inter Club d'Escaldes    | 1 - 3 | Encamp     |  | 19 de enero |
| Sporting Club d'Escaldes | 0 - 4 | Rànger's   |  | 19 de enero |
| Lusitanos                | 0 - 4 | Sant Julià |  | 20 de enero |

| Sant Julià            | 4 - 1 | Sporting Club d'Escaldes |  | 26 de enero |
| Inter Club d'Escaldes | 2 - 4 | Lusitanos                |  | 26 de enero |
| Principat             | 0 - 1 | Rànger's                 |  | 26 de enero |
| FC Santa Coloma       | 1 - 0 | Encamp                   |  | 27 de enero |

| FC Santa Coloma          | 1 - 2 | Inter Club d'Escaldes |  | 2 de febrero |
| Lusitanos                | 2 - 2 | Principat             |  | 2 de febrero |
| Sant Julià               | 1 - 0 | Rànger's              |  | 2 de febrero |
| Sporting Club d'Escaldes | 1 - 6 | Encamp                |  | 3 de febrero |

| Inter Club d'Escaldes | 0 - 3 | Sporting Club d'Escaldes |  | 9 de febrero  |
| FC Santa Coloma       | 3 - 0 | Lusitanos                |  | 9 de febrero  |
| Sant Julià            | 5 - 1 | Principat                |  | 9 de febrero  |
| Rànger's              | 0 - 3 | Encamp                   |  | 10 de febrero |

| Sporting Club d'Escaldes | 0 - 0 | Lusitanos       |  | 16 de febrero |
| Inter Club d'Escaldes    | 0 - 3 | Rànger's        |  | 16 de febrero |
| Sant Julià               | 1 - 1 | FC Santa Coloma |  | 16 de febrero |
| Principat                | 0 - 1 | Encamp          |  | 17 de febrero |

| FC Santa Coloma       | 6 - 1 | Sporting Club d'Escaldes |  | 23 de febrero |
| Inter Club d'Escaldes | 0 - 1 | Principat                |  | 23 de febrero |
| Lusitanos             | 3 - 3 | Rànger's                 |  | 23 de febrero |
| Sant Julià            | 1 - 2 | Encamp                   |  | 23 de febrero |

| Principat             | 5 - 0 | Sporting Club d'Escaldes |  | 2 de marzo |
| Inter Club d'Escaldes | 0 - 2 | Sant Julià               |  | 2 de marzo |
| Rànger's              | 2 - 4 | FC Santa Coloma          |  | 2 de marzo |
| Lusitanos             | 1 - 2 | Encamp                   |  | 2 de marzo |

## Ronda por el campeonato

### Clasificación
|  |    | Equipos         | PJ | PG | PE | PP | GF | GC | Dif | Pts |
|  | -- | --------------- | -- | -- | -- | -- | -- | -- | --- | --- |
|  | 1. | Encamp (C)      | 20 | 14 | 2  | 4  | 43 | 18 | +25 | 44  |
|  | 2. | Sant Julià      | 20 | 13 | 4  | 3  | 51 | 21 | +30 | 43  |
|  | 3. | FC Santa Coloma | 20 | 12 | 6  | 2  | 57 | 23 | +34 | 42  |
|  | 4. | Rànger's        | 20 | 6  | 5  | 9  | 28 | 36 | -8  | 23  |

|  | Clasificado para la ronda previa de la Copa de la UEFA 2002-03.        |
|  | Clasificado para la primera fase de la Copa Intertoto de la UEFA 2002. |

| (C) Campeón |

#### Evolución de la clasificación
| Jornada / Equipo | 1 | 2 | 3 | 4 | 5 | 6 |
| Jornada / Equipo |   |   |   |   |   |   |
| ---------------- | - | - | - | - | - | - |
| Encamp           | 1 | 1 | 2 | 1 | 3 | 1 |
| Sant Julià       | 2 | 2 | 1 | 2 | 1 | 2 |
| FC Santa Coloma  | 3 | 3 | 3 | 3 | 2 | 3 |
| Rànger's         | 4 | 4 | 4 | 4 | 4 | 4 |

### Resultados

#### Primera vuelta
| Sant Julià | 0 - 4 | FC Santa Coloma |  | 23 de marzo |
| Rànger's   | 0 - 1 | Encamp          |  | 23 de marzo |

| Sant Julià      | 3 - 3 | Rànger's |  | 6 de abril |
| FC Santa Coloma | 1 - 1 | Encamp   |  | 6 de abril |

| Encamp          | 0 - 1 | Sant Julià |  | 13 de abril |
| FC Santa Coloma | 4 - 0 | Rànger's   |  | 13 de abril |

#### Segunda vuelta
| FC Santa Coloma | 2 - 2 | Sant Julià |  | 20 de abril |
| Encamp          | 3 - 0 | Rànger's   |  | 20 de abril |

| Encamp   | 2 - 3 | FC Santa Coloma |  | 27 de abril |
| Rànger's | 1 - 5 | Sant Julià      |  | 27 de abril |

| Sant Julià | 1 - 2 | Encamp (C)      |  | 30 de abril |
| Rànger's   | 1 - 0 | FC Santa Coloma |  | 30 de abril |

## Ronda por la permanencia

### Clasificación
|  |    | Equipos                  | PJ | PG | PE | PP | GF | GC | Dif | Pts |
|  | -- | ------------------------ | -- | -- | -- | -- | -- | -- | --- | --- |
|  | 1. | Lusitanos                | 20 | 6  | 4  | 10 | 32 | 39 | -7  | 22  |
|  | 2. | Principat                | 20 | 6  | 4  | 10 | 32 | 40 | -8  | 22  |
|  | 3. | Inter Club d'Escaldes    | 20 | 6  | 2  | 12 | 23 | 42 | -19 | 20  |
|  | 4. | Sporting Club d'Escaldes | 20 | 2  | 3  | 15 | 15 | 62 | -47 | 9   |

|  | Descendido a la Segona Divisió. |

| (D) Descendido |

#### Evolución de la clasificación
| Jornada / Equipo         | 1 | 2 | 3 | 4 | 5 | 6 |
| Jornada / Equipo         |   |   |   |   |   |   |
| ------------------------ | - | - | - | - | - | - |
| Lusitanos                | 2 | 2 | 1 | 1 | 2 | 1 |
| Principat                | 1 | 1 | 2 | 2 | 1 | 2 |
| Inter Club d'Escaldes    | 3 | 3 | 3 | 3 | 3 | 3 |
| Sporting Club d'Escaldes | 4 | 4 | 4 | 4 | 4 | 4 |

### Resultados

#### Primera vuelta
| Principat | 1 - 2 | Sporting Club d'Escaldes |  | 16 de marzo |
| Lusitanos | 0 - 1 | Inter Club d'Escaldes    |  | 16 de marzo |

| Inter Club d'Escaldes | 1 - 0 | Sporting Club d'Escaldes |  | 23 de marzo |
| Lusitanos             | 2 - 2 | Principat                |  | 23 de marzo |

| Principat                | 0 - 0 | Inter Club d'Escaldes |  | 6 de abril |
| Sporting Club d'Escaldes | 0 - 4 | Lusitanos             |  | 6 de abril |

#### Segunda vuelta
| Sporting Club d'Escaldes | 1 - 2 | Principat |  | 13 de abril |
| Inter Club d'Escaldes    | 2 - 3 | Lusitanos |  | 13 de abril |

| Sporting Club d'Escaldes | 0 - 1 | Inter Club d'Escaldes |  | 20 de abril |
| Principat                | 3 - 0 | Lusitanos             |  | 20 de abril |

| Inter Club d'Escaldes | 3 - 0 | Principat                |  | 27 de abril |
| Lusitanos             | 4 - 1 | Sporting Club d'Escaldes |  | 27 de abril |